# St. Johannes der Täufer (Kefferhausen)

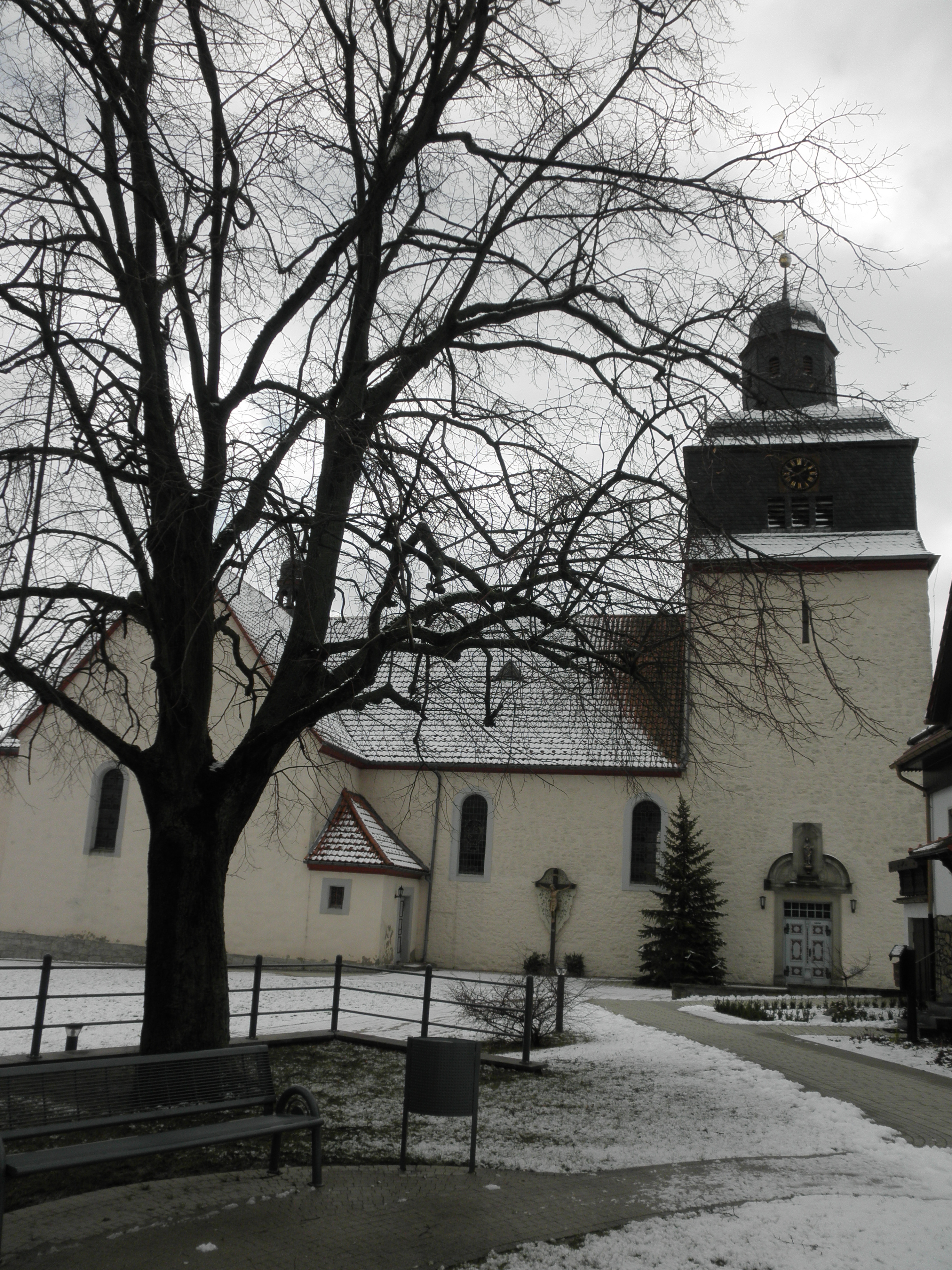
Katholische Pfarrkirche "St. Johannes der Täufer"

Die römisch-katholische Filialkirche St. Johannes der Täufer steht in Kefferhausen im thüringischen Landkreis Eichsfeld. Sie ist Filialkirche der Pfarrei St. Gertrud Dingelstädt im Dekanat Dingelstädt des Bistums Erfurt. Sie trägt das Patrozinium des heiligen Johannes des Täufers.

## Geschichte
Dieses Gotteshaus wurde 1686 erbaut. Am Haupteingang zum Kirchenschiff befindet sich in einem Mauerstein auch diese Jahreszahl eingemeißelt. Die Vorgängerin war nur halb so groß und ein Hinweis zur Ersterwähnung fehlt noch. An die jetzige Kirche wurde 1919 und 1920 der ein Querhaus und ein Chorraumes angebaut. Der Weihbischof aus Paderborn weihte am 29. September 1920 diesen Bau ein.
Im Verlauf der Jahrzehnte wurde das Gotteshaus renoviert, ausgebessert, umgestaltet und auch verputzt.

## Ausstattung

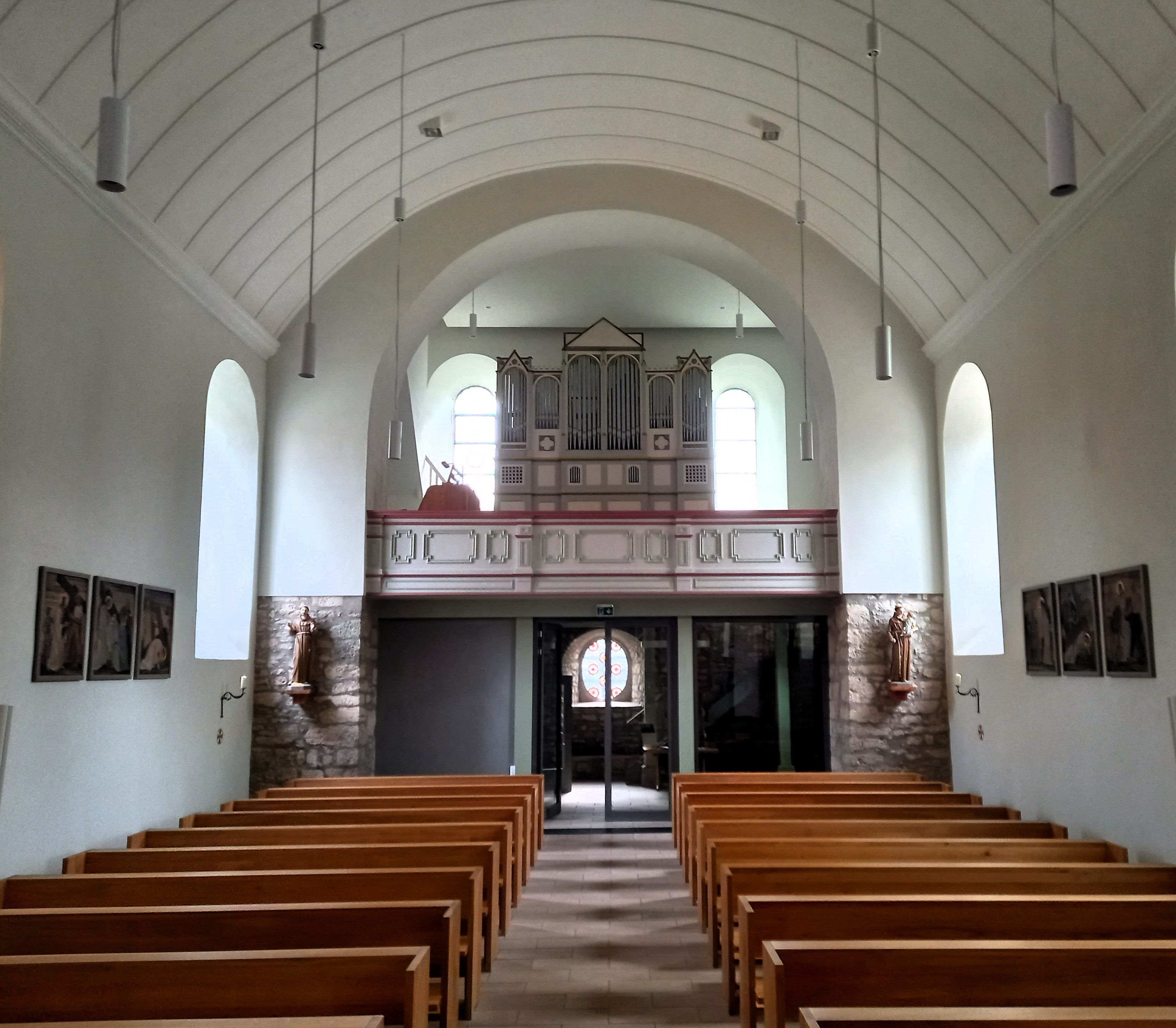
Innenraum, Blick zur Orgel (2023)

Der Altar wurde von dem im eichsfeldischen Heiligenstadt tätigen Bildhauer Johann Andreas Gröber (1644–1709) im Jahr 1702 geschaffen. Im oberen Teil des Altars befindet sich die Johannisschüssel. Das Altarbild zeigt den Gekreuzigten. Der Raum ist mit den wichtigsten Heiligen ausgestattet. Der Altartisch ist schlicht. Die Seitenaltäre sind mit den Statuen der Gottesmutter und Josef versehen.
Im südlichen Querschiff steht der Beichtstuhl mit einer barocken Figur und der Taufstein. Im Chor über der Sakristei steht die heilige Elisabeth. Sie stammt aus den Jahren um 1490 bis 1500. Das mit heiligen Figuren versehene Langhaus ist an den Wänden mit Holztafeln des Kreuzwegs bebildert. Das Werk Kreuzweg wurde 1935 von Willi Wolf aus Würzburg geschaffen. Die Kirchenfenster sind mit christlichen Schlüsselszenen versehen.

## Orgel
Im Westwerk befindet sich die Orgelempore. Um 1900 wurde die Orgel eingebaut. Sie wurde 1950 und 1953 durch die Orgelbaufirma Helfenbein aus Gotha umgebaut und mit Registern erweitert. 1998 wurde die alte Orgel durch die Orgel des Bergklosters aus Heilbad Heiligenstadt ersetzt. Nur das alte Orgelgehäuse ist geblieben. Das derzeitige Werk wurde 1912 von den 
Gebrüdern Krell erbaut und besitzt 15 Register auf zwei Manualen und Pedal und elektropneumatische Kegelladen.

## Glocken
Das Gotteshaus besitzt vier Glocken.